# Coenred de Mèrcia
Coenred (també escrit Cenred o Cœnred fl. 675–709) va ser rei de Mèrcia del 704 al 709. El seu oncle Æthelred va governar després del seu pare, Wulfhere, probablement perquè era massa jove per assumir el càrrec, i Coenred va succeir Æthelred, quan aquest va abdicar per fer-se monjo. Dos anys abans ja va tenir responsabilitats de govern al nord del país. Del seu regnat només se sap que va haver de fer front als atacs dels gal·lesos. Encara que no consta que es casés ni que tingués fills, en la biografia d'un rei del segle ix, Wigstan, es diu que era descendent seu. Va morir a Roma, on va anar després d'haver abdicat en el seu cosí Ceolred.

## Context
| Dál Riata (1) Regne dels pictes (2) Gododdin (3) Northúmbria (4) Mèrcia (5) Ànglia de l'Est (6) Essex (7) Sussex (9) Kent (8) Wessex (10) | Gwent (11) Glywysing (12) Dumnònia (13) Brycheiniog (14) Dyfed (15) Ceredigion (16) Powys (17) Gwynedd (18) Rheged (20) Strathclyde (21) |

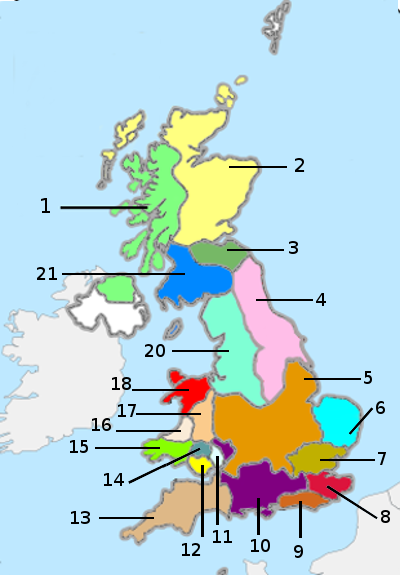
Mèrcia i els regnes contemporanis durant el regnat del seu pare:
Dál Riata (1)
Regne dels pictes (2)
Gododdin (3)
Northúmbria (4)
Mèrcia (5)
Ànglia de l'Est (6)
Essex (7)
Sussex (9)
Kent (8)
Wessex (10)
Gwent (11)
Glywysing (12)
Dumnònia (13)
Brycheiniog (14)
Dyfed (15)
Ceredigion (16)
Powys (17)
Gwynedd (18)
Rheged (20)
Strathclyde (21)

Al segle vii, l'illa de la Gran Bretanya estava dividida en regnes governats per anglosaxons (llevat del territori dels pictes i els territoris de l'oest habitats per pobles celtes) els quals havien arribat dos segles abans amb intenció d'establir-se. Mèrcia ocupava la zona central i els seus veïns eren: Northúmbria al nord, Ànglia de l'Est al sud-est i Wessex al sud; a l'oest estaven els diversos regnes de Gal·les, un territori poblat per autòctons britans, que els eren hostils.
L'any 658, el pare de Coenred, Wulfhere va arribar al poder mitjançant una rebel·lió contra Northúmbria que, sota el regnat d'Oswiu s'havia fet amb el control del país. A la mort de Wulfhere (675) el va succeir el seu germà Æthelred, que era l'oncle de Coenred, potser perquè Coenred era massa jove per governar. La mare de Coenred, Ermenilda d'Ely, es va fer monja després de la mort de Wulfhere.

## Ascens al poder
Coenred va pujar al poder quan el seu oncle, Æthelred, va abdicar per a fer-se monjo. El regne que va heretar era molt més poderós que la Mèrcia que va governar el seu pare. Amb la victòria de Trent (679), Æthelred va acabar amb l'amenaça expansionista de Northúmbria sobre Mèrcia, per altra banda va envair Kent (676) i la influència de Mèrcia va arribar fins a Londres, cosa que es dedueix del fet que Æthelred fes el nomenament del bisbe d'aquesta diòcesi (693), com si fos pertanyent al seu regne. Els únics reis que tenien poder suficient com per aturar la influència creixent de Mèrcia durant el regnat d'Æthelred van ser Cædwalla i Ine de Wessex.
Segons la Crònica anglosaxona Coenred va governar des del 702 el nord de Mèrcia, i des del 704 tot el país. Els historiadors moderns no saben si interpretar això com que durant dos anys Æthelred i ell van cogovernar o si es tracta d'un error per part dels cronistes que potser van descriure un mateix fet dues vegades després d'haver consultat fonts on les dades sobre el nomenament de Coenred no coincidien.
Segons la Vida de sant Guthlac, escrita al segle viii, Æthelred va nomenar Coenred com a successor, tot i que tenia almenys un fill propi que el podia haver succeït, Ceolred. Sembla que Æthelred va seguir sent una figura influent durant el seu retir: en la Vida de sant Wilfrid es diu que va fer cridar Coenred al monestir i li va fer jurar que donaria suport al bisbe Wilfrid en el conflicte que tenia amb la jerarquia eclesiàstica.

## El regnat
L'escassa informació que hi ha sobre el regnat de Coenred procedeix de la Vida de Guthlac. L'autor, un monjo anomenat Felix, esmenta conflictes amb els britans: «en els dies del rei Coenred de Mèrcia, […] els britans, implacables enemics de la raça saxona, causaven problemes als anglesos amb els seus atacs, pillatges i devastació dels pobles [...]». Es creia que per tal d'aturar aquests atacs, Æthelbald, que va ser rei de Mèrcia uns anys després (716), va fer construir Wat's Dyke, un treball de terres en forma de fossat en línia, situada al nord de Gal·les; però actualment se sap que aquesta mena de barrera fronterera ja existia en els segles abans.
Alguns documents oficials que es conserven del regnat de Coenred revelen que va tenir el predomini sobre altres regnes saxons (bretwalda). El rei Offa d'Essex va fer un jurament al territori de Hwicce (amb el qual potser estava connectat pel matrimoni del seu pare, Sigeheard) que més endavant va confirmar fent el jurament a Coenred. En el document, Coenred es refereix a Offa com a rei vassall seu. Coenred i el seu successor van confirmar concessions a Waldhere, bisbe de Londres, fet que demostra que aquesta seu estava sota el domini de Mèrcia. Els reis de Mèrcia posteriors van tractar Londres directament com a possessió, més que no pas com una província governada per un rei vassall. També es conserva un document amb què Coenred feia donació d'unes terres a Herefordshire a una monja anomenada Feleburg, i altres amb què donava privilegis a la catedral de Saint Paul i a l'abadia d'Evesham.
La influència de Mèrcia sobre Kent ja estava limitada abans que Coenred arribés a ser rei. En una carta (escrita el 704 o 705), Waldhere, bisbe de Londres, diu a Berhtwald, arquebisbe de Canterbury, que Coenred l'havia invitat a un concili que es faria «per la reconciliació amb Ælfthryth». Waldhere va refusar la invitació, ja que no sabia quina era l'opinió de Berhtwald sobre el tema que, evidentment era important, però no s'ha conservat cap altre text que tracti sobre la qüestió. La carta explica que la reunió es faria a Brentford per mediar entre els reis dels saxons de l'est (Essex) i de l'oest (Wessex). Des del punt de vista de l'historiador Frank Stenton, aquesta carta il·lustra com eren de confuses les relacions al sud d'Anglaterra en un moment en què encara no tenien un rei per damunt de tots ells. El reduït prestigi de Coenred i del seu successor, Ceolred, podria haver estat la causa de malestar entre els nobles mercis: Æthelbald va estar en l'exili durant el regnat de Ceolred, però l'hostilitat envers Ceolred no es va apaivagar.

## Abdicació i successió
Sembla que Coenred va ser una persona de caràcter molt religiós. Beda narra la història d'un company de Coenred, els pecats del qual el van condemnar, malgrat que Coenred sovint l'aconsellava que es penedís i canviés de conducta. L'any 709 Coenred va abdicar a favor del seu cosí Ceolred, fill d'Æthelred, i va marxar a Roma per fer-se monjo; el cronista Guillem de Malmesbury citava la narració de Beda abans esmentada per explicar la decisió del rei, però això probablement només sigui una suposició. Coenred va marxar acompanyat del rei Offa d'Essex i el papa Constantí I li va donar la benedicció. En el Liber Pontificalis, un llibre antic que relata les vides dels primers papes, s'esmenten aquests fets: «en el seu temps, dos reis dels saxons van venir, acompanyats de moltes altres persones, a pregar als apòstols; just com esperaven les seves vides ràpidament van arribar a la seva fi». En un text posterior, la Vita Ecgwini del segle xi, es diu que Ecgwine va ser un dels acompanyants de Coenred a Roma, però els historiadors moderns agafen aquesta dada amb escepticisme.
Els historiadors en general han acceptat el relat de Beda on diu que Coenred va abdicar, llevat de Barbara Yorke que creu que Coenred i el seu company de pelegrinatge, Offa, podrien no haver abandonat voluntàriament el tron. Hi ha exemples de reis obligats a renunciar al seu títol i a prendre els hàbits per a permetre que altres els substituïssin; com ara el rei Osred II de Northúmbria, que va ser forçat a ingressar en un monestir. Per altra banda, si Coenred ho va fer voluntàriament, com insinua Beda, llavors l'aparent relació d'amistat entre Offa i Coenred, el seu superior o bretwalda, demostren que les relacions entre amb els reis subordinats no eren hostils.
Coenred va ser tonsurat a Roma i es va quedar en aquella ciutat fins a la seva mort, que va ser en data desconeguda. No consta que es casés ni que tingués fills. La Crònica d'Evesham, conservada a l'abadia d'Evesham, diu que Coenred va ser l'avantpassat de Wigstan, però no explica si va ser a través del pare de Wigstan, Wigmund, fill de Wiglaf de Mèrcia, o si va ser per via de la seva mare, Ælfflæd, filla de Ceolwulf I de Mèrcia.